# Seneca (Oregon)
Seneca – miasto w Stanach Zjednoczonych, w stanie Oregon, w hrabstwie Grant.